# Hypocrea
Hypocrea és un gènere de fongs dins la família Hypocreaceae. S'estima que conté unes 171 espècies que creixen sobre la fusta podrida i sovint estan associats amb altres fongs. els gèneres anamorfs associats amb Hypocrea inclouen Acremonium, Gliocladium, Trichoderma, i Verticillium. Hypocrea va ser circumscrit pel micòleg Elias Fries el 1825.

## Taxonomia
- Hypocrea americana
- Hypocrea andinensis
- Hypocrea argillacea
- Hypocrea atrogelatinosa
- Hypocrea atroviridis
- Hypocrea aurantia
- Hypocrea aurantiaca
- Hypocrea aureoviridis
- Hypocrea austrokoningii
- Hypocrea carnea
- Hypocrea ceramica
- Hypocrea cerebriformis
- Hypocrea citrina
- Hypocrea colensoi
- Hypocrea coprosmae
- Hypocrea cornea
- Hypocrea corticioides
- Hypocrea crassa
- Hypocrea cremea
- Hypocrea cupularis
- Hypocrea dichromospora
- Hypocrea dorotheae
- Hypocrea egmontensis
- Hypocrea eucorticioides
- Hypocrea gelatinosa
- Hypocrea hunua
- Hypocrea jecorina
- Hypocrea koningii
- Hypocrea lactea
- Hypocrea lacuwombatensis
- Hypocrea lenta
- Hypocrea lixii
- Hypocrea lutea
- Hypocrea macrospora
- Hypocrea manuka
- Hypocrea minutispora
- Hypocrea muroiana
- Hypocrea nebulosa
- Hypocrea neorufa
- Hypocrea nigricans
- Hypocrea novae-zelandiae
- Hypocrea orientalis
- Hypocrea pachybasioides
- Hypocrea pallida
- Hypocrea parapilulifera
- Hypocrea patella
- Hypocrea pezizoides
- Hypocrea phyllostachydis
- Hypocrea pilulifera
- Hypocrea placentula
- Hypocrea poronioidea
- Hypocrea protopulvinata
- Hypocrea pseudokoningii
- Hypocrea psychrophila
- Hypocrea pulvinata
- Hypocrea saccharina
- Hypocrea schweinitzii
- Hypocrea semiorbis
- Hypocrea spinulosa
- Hypocrea splendens
- Hypocrea stellata
- Hypocrea stilbohypoxyli
- Hypocrea strictipilosa
- Hypocrea strobilina
- Hypocrea subalpina
- Hypocrea sublibera
- Hypocrea subsplendens
- Hypocrea sulfurella
- Hypocrea sulphurea
- Hypocrea tawa
- Hypocrea toro
- Hypocrea tremelloides
- Hypocrea vinosa
- Hypocrea virens
- Hypocrea viridescens